# Elezioni parlamentari in Corea del Sud del 1971
Le elezioni parlamentari in Corea del Sud del 1971 si tennero il 13 maggio. Il risultato fu una vittoria del Partito Repubblicano Democratico, che ottenne il 48,8% dei voti e 113 seggi su 175. L'affluenza fu del 73,1%.

## Contesto

### La nascita della Terza Repubblica e il governo di Park Chung-hee
Il maggiore Park Chung-hee era membro di un gruppo di capi militari che auspicavano una depoliticizzazione dell'esercito. Insoddisfatti delle purghe intraprese dalla seconda repubblica e convinti che quello stato di disorientamento sarebbe sfociato nel comunismo, il 16 maggio 1961 essi avevano preso la faccenda nelle loro mani attraverso un Colpo di Stato militare, promettendo di restituire il governo ad un sistema democratico non appena possibile. Il 2 dicembre 1962 si era tenuto un referendum, che era stato approvato presumibilmente con una maggioranza del 78%. La nuova Costituzione si ispirava a quella della Prima Repubblica e aveva posto fine al sistema parlamentare bicamerale, segnando un ritorno al presidenzialismo. Il Parlamento tornava a chiamarsi Assemblea Nazionale, ed era eletto con un sistema maggioritario. Il Presidente, invece, era eletto direttamente dal popolo. I capi avevano promesso che non si sarebbero candidati nelle prossime elezioni, ma in realtà Park non aveva mantenuto la promessa. Infatti, egli aveva fondato un partito, il Partito Repubblicano Democratico, e nel 
1963 si era candidato sia alle elezioni presidenziali, sia alle elezioni parlamentari, vincendo in entrambe le occasioni, proclamando la nascita della Terza Repubblica, consolisando il proprio potere ed assicurandosi un notevole controllo sull'Assemblea Nazionale. Alle successive elezioni presidenziali del 1967, Park, che era riuscito a guadagnare un certo consenso popolare a causa delle sue politiche nazionaliste, dovette affrontare per la seconda volta Yun Bo-seon, ex-braccio destro di Syngman Rhee e Presidente della Repubblica di Corea dal 1960 al 1962, che aveva fondato un nuovo partito, il Nuovo Partito Democratico, per anni a capo dell'opposizione, ed aveva vinto col 51,4% dei voti. Alle elezioni parlamentari del 1967, poi, il suo partito aveva ottenuto la maggioranza assoluta nell'Assemblea Nazionale, col 50,6% dei voti e 129 seggi su 175. Grazie alla sua popolarità, Park era riuscito facilmente a vincere le elezioni presidenziali del 27 aprile 1971.

### Economia
A Park è attribuito un ruolo fondamentale nello sviluppo dell'economia del paese basata sull'industrializzazione orientata all'esportazione. Quando prese il potere nel 1961, il reddito pro capite in Corea del Sud era di soli 72 dollari.
Fino alla metà degli anni sessanta la Corea del Nord vantava un'economia molto più sviluppata rispetto al sud perché con la divisione del paese aveva ereditato stabilimenti di alta industrializzazione, come le centrali elettriche e chimiche. Inoltre riceveva aiuto economico, tecnico e finanziario dai paesi del blocco comunista come Unione Sovietica, Germania Est e Cina.
Negli anni quaranta, quando Park aveva svolto il servizio di ufficiale nell'esercito imperiale del Manchukuo, aveva assistito alle scelte di programmazione economica intraprese dai giapponesi nei territori occupati, rivolte principalmente all'investimento in infrastrutture e industria pesante. A poche settimane dal colpo di stato da lui diretto il 16 maggio del 1961, mise a punto un piano quinquennale di interventi per lo sviluppo economico che prevedeva per la sua realizzazione l'infusione di grandi capitali esteri. Ottenne tecnologia e prestiti favorevoli normalizzando i rapporti diplomatici con il Giappone nel 1965. L'aiuto degli Stati Uniti gli permise di avviare lo sviluppo dell'industria pesante e delle infrastrutture. Uno dei primi progetti del regime fu l'autostrada Seoul-Pusan.
L'industria sudcoreana vide notevoli sviluppi sotto la guida di Park. Il governo e le aziende cooperarono per aumentare le esportazioni della Corea del Sud, contribuendo alla crescita di alcune imprese sul modello dei chaebol (재벌), enormi conglomerati finanziari a controllo familiare. Per contrastare il divario tra l'economia urbana e quella rurale, il presidente Park avviò una politica di ammodernamento delle campagne, conosciuta come movimento del Saemaŭl (새마을운동).
Park creò anche agenzie per lo sviluppo economico: Consiglio di pianificazione economica (Economic Planning Board) Ministero dell'industria e del commercio (Ministry of Trade and Industry) Ministero delle finanze (Ministry of Finance).
Park aveva promesso che dopo aver ottenuto nuovamente la carica per la seconda volta nel 1967 si sarebbe dimesso nel 1971, conformemente alla Costituzione del 1963 che prevedeva il limite di due mandati consecutivi. Tuttavia, subito dopo la sua vittoria elettorale nel 1967, l'Assemblea Nazionale, dominata dal Partito Repubblicano Democratico, attraverso un emendamento concesse al presidente in carica di concorrere per tre mandati consecutivi.
Il cambiamento di rotta della politica americana in Indocina, in particolare nei confronti del conflitto vietnamita, esplicitata con il discorso di Guam nel luglio 1969 da parte del Presidente Nixon, diventò motivo di preoccupazione per Park. A seguito della pressione dell'opinione pubblica e dei movimenti pacifisti contro l'intervento militare in Vietnam, e delle difficoltà economiche aggravate dall'impegno militare in questo paese, l'amministrazione USA intendeva infatti perseguire una politica di più basso profilo nell'area asiatica, e di progressivo disimpegno. Park riteneva che ogni cambiamento della politica degli alleati della Corea del Sud, inclusi gli Stati Uniti, minacciasse le basi del suo governo, e cercò quindi di rafforzare ulteriormente all'interno del paese il suo potere politico.

### Politica estera
Nel corso del 1964, Park aveva avviato il processo di normalizzazione dei rapporti con il Giappone, provocando manifestazioni di protesta a Seul, a cui aveva risposto imponendo la legge marziale fino al ristabilimento della normalità. Il trattato con il Giappone sottoscritto nel giugno 1965 prevedeva la stipula di prestiti agevolati da parte del Giappone e l'aumento degli scambi commerciali e degli investimenti tra i due paesi: gli aiuti economici ammontarono a 800 milioni di dollari.
Nel luglio 1966 la Corea del Sud e gli Stati Uniti, sulla base del Trattato di Mutua Difesa sottoscritto nel 1953, avevano firmato un Accordo sullo status delle forze armate degli USA nella Repubblica di Corea (Hangul : 주한 미군 지위 협정; Hanja : 駐韓美軍地位協定, SOFA), ritenuto da alcuni l'affermazione di un più equo rapporto fra i due partner, da altri valutato come ingiustamente favorevole per gli Stati Uniti.

### Guerra del Vietnam
Durante la sua visita di Stato presso la Casa Bianca nel novembre 1961, pochi mesi dopo il colpo di stato militare, Park aveva stupito l'amministrazione Kennedy avanzando un'offerta non richiesta: schierare truppe da combattimento coreano in Vietnam a sostegno degli interessi americani in cambio di un aumento degli aiuti economici alla Corea per l'anno successivo. In quell'occasione aveva ricevuto una tiepida risposta, ma nel novembre 1963, dopo la morte del dittatore vietnamita Ngô Đình Diệm e del Presidente Kennedy, l'amministrazione Johnson si era dimostrato molto più solerte nell'accettare la proposta.
Tra il 1964 e il 1973, Park inviò 326.000 soldati e 100.000 civili a combattere a fianco degli USA della Guerra del Vietnam, un impegno militare secondo solo a quello degli Stati Uniti.
Tale scelta venne motivata con la volontà di rafforzare l'alleanza militare con gli americani, di impedire l'ulteriore diffusione del comunismo nell'Asia orientale e di migliorare la posizione del paese all'interno del contesto internazionale.
Nel gennaio 1965 Park aveva annunciato che era giunta l'ora per la Corea del Sud di uscire da un ruolo passivo di richiesta di aiuti o di assoggettamento alle azioni intentate da altri, e di "assumere un ruolo attivo di responsabilità sulle principali questioni internazionali". L'intervento militare della Corea del Sud nella guerra del Vietnam fu ampiamente finanziato dagli Stati Uniti, che si fecero carico del pagamento degli stipendi dei militari coreani, inviando le provvigioni direttamente al governo sudcoreano. In cambio dell'impegno di truppe, la Corea ricevette inoltre decine di miliardi di dollari in sovvenzioni, prestiti, trasferimenti di tecnologia e trattamenti di favore nei mercati commerciali, tutti forniti dalle amministrazioni dei presidenti Lyndon B. Johnson e Richard Nixon.

### Corea del Nord

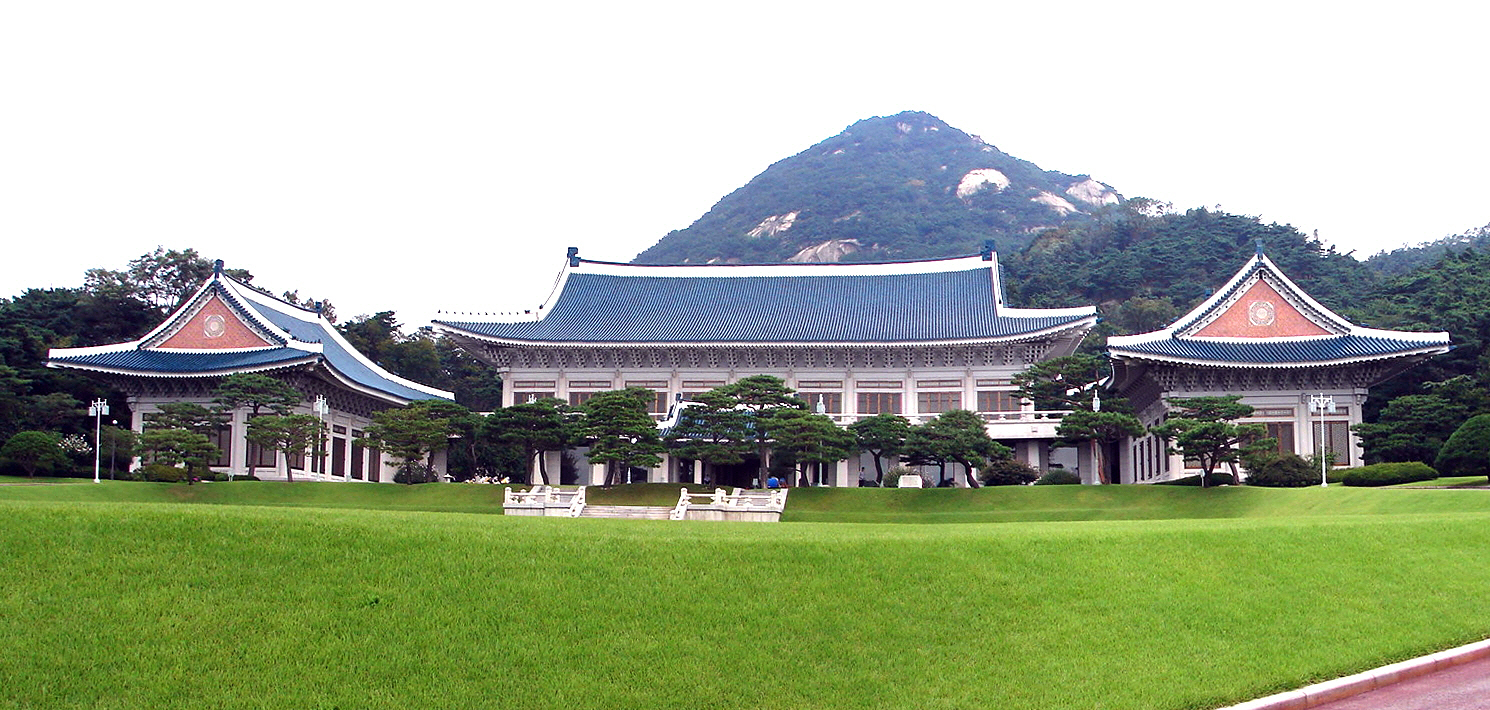
Casa Blu (Cheongwadae)

Park supervisionò le transazioni tra le due Coree, dal conflitto al consolidamento. A partire dall'ottobre 1964, la Corea del Nord aveva aumentato l'attività di spionaggio e di propaganda al Sud. Più di 30 soldati e almeno 10 civili sudcoreani furono uccisi in scontri con infiltrati nordcoreani. Nell'ottobre 1966, Park aveva ordinato all'esercito di organizzare un attacco di rappresaglia senza cercare l'approvazione del generale Charles Bonesteel, comandante delle forze armate americane di stanza in Sud Corea. Questa azione aveva provocato delle tensioni tra il governo di Park e l'autorità americana, che desiderava evitare violazioni dell'armistizio.
Tra il 1966 e il 1969 si intensificarono gli scontri sulla zona demilitarizzata tra le due Coree. Gli scontri armati di basso livello avvenuti in questo periodo tra Corea del Nord, Corea del Sud e Stati Uniti, conosciuti anche come Seconda Guerra di Corea, rispondevano all'obiettivo del leader nordcoreano Kim Il-sung di indebolire il governo di Park, il cui esercito era in parte impegnato nella guerra del Vietnam, con azioni dirette contro le truppe americane. Una riconsiderazione americana del proprio impegno a fianco della Corea del Sud avrebbe permesso alla Corea del Nord di ottenere maggiori risultati, specie nel caso di avvio di un'insurrezione lungo i suoi confini.
Il 21 gennaio 1968, l'unità 124 delle forze speciali dell'esercito nordcoreano formata da 31 uomini tentò, senza successo, di assassinare Park. Gli attentatori, fermati ad appena 800 metri dalla residenza del Presidente (Casa Blu (청와대, Cheongwadae) da una pattuglia di polizia, furono tutti catturati o uccisi, tranne due. In risposta al tentato assassinio, Park organizzò l'unità 684 - un distaccamento della ROK Air Force costituito da 31 civili - a cui venne assegnato il compito di eliminare Kim Il-sung. Anche a seguito di un miglioramento delle relazioni intra-coreane, la missione dell'unità venne annullata, e il nucleo operativo smobilitato tre anni dopo, nel 1971.
Nonostante il perdurare dell'ostilità, continuarono le negoziazioni riguardanti la riunificazione tra Nord e Sud.

## Risultati
| Partito Repubblicano Democratico      | 5 460 581  | 48,77 | 113 |  |  |  |
| Nuovo Partito Democratico             | 4 969 050  | 44,38 | 89  |  |  |  |
| Partito Nazionale                     | 454 257    | 4,06  | 1   |  |  |  |
| Partito del Popolo                    | 155 277    | 1,39  | 1   |  |  |  |
| Partito Socialista per l'Unificazione | 97 398     | 0,87  | –   |  |  |  |
| Partito di Massa                      | 59 359     | 0,53  | –   |  |  |  |
| Totale                                | 11 195 922 | 100   | 204 |  |  |  |
|                                       |            |       |     |  |  |  |
| Voti non validi                       | 234 280    | 2,05  |     |  |  |  |
| Votanti                               | 11 430 202 | 73,22 |     |  |  |  |
| Elettori                              | 15 610 258 |       |     |  |  |  |

## Conseguenze
Poco dopo essere stato nominato presidente, forte di una maggioranza assoluta presso l'Assemblea Nazionale, Park dichiarò lo stato di emergenza "basato sulle realtà pericolose della situazione interna". Nell'ottobre 1972, prendendo a modello il Presidente delle Filippine Ferdinando Marcos, che aveva messo in atto una sorta di auto-colpo di stato alcune settimane prima, sciolse l'Assemblea Nazionale e sospese la Costituzione del 1963.
La nuova Costituzione, la cosiddetta costituzione Yushin, (hangul: 유신 헌법, hanja: 維新憲法, Yusin Hŏnpŏp) venne ratificata da un referendum popolare il 21 novembre 1972 (gli atti ufficiali riportano il 92.3% di consensi), dando vita alla Quarta Repubblica di Corea (hangŭl: 제4공화국, hanja: 第四共和國).
La nuova costituzione rappresentava una svolta in senso autoritario e centralizzatore. Essa trasferiva il processo elettorale presidenziale a un collegio elettorale chiamato Conferenza Nazionale per l'Unificazione, ampliava i poteri del Presidente, che aveva la possibilità di nominare i giudici, incluso il Presidente della Corte Suprema, e un terzo dell'Assemblea Nazionale, aumentava il mandato presidenziale da 4 a 6 anni, senza limiti di rielezione, accentrava il potere nelle mani dell'esecutivo, permettendo ampio ricorso alla decretazione, e sospendeva le libertà costituzionali.
A partire dal significato del termine Yushin (“rinnovamento” o "restaurazione", in riferimento al termine giapponese 明治維新, "meiji-ishin"), gli studiosi ritengono che Park intendesse autorappresentarsi come un leader autocratico, un "presidente imperiale", ispirandosi al periodo del rinnovamento Meiji in Giappone.
Per tutti gli intenti e gli obiettivi, la presidenza di Park divenne una dittatura legalizzata. Alle elezioni presidenziali del 1972 e 1978, Park sarebbe stato eletto senza oppositori.